# 平成三強
平成三強（へいせいさんきょう）とは、平成初頭に中央競馬で活躍した3頭のサラブレッド競走馬（オグリキャップ、スーパークリーク、イナリワン）の総称である。とくに1989年（平成元年）には、中央競馬におけるGI戦線の中心となった。
イナリワンとオグリキャップはそれぞれ1989年（平成元年）度と1990年（平成2年）度のJRA賞年度代表馬に選出され、さらにオグリキャップは日本中央競馬会（JRA）の顕彰馬に選出された。
また、武豊は3頭全てに騎乗しており、それぞれでGIを2勝以上（スーパークリーク3勝、イナリワン・オグリキャップ2勝）している。
1993年（平成5年）、牡馬クラシック路線で三冠を分け合ったビワハヤヒデ・ナリタタイシン・ウイニングチケットを指して「BNW」という総称の他に「（新・）平成三強」と呼ぶこともある。ただしオグリキャップ、スーパークリーク、イナリワンはGIを3勝以上しているが、こちらの平成三強のうちウイニングチケットとナリタタイシンはGIを4歳クラシックの1勝しかしていない。しかも3頭間での直接対決でもビワハヤヒデにはそれぞれ1勝ずつしかしておらず世代を超えた古馬戦線でGIを勝ったのもビワハヤヒデのみなので事実上一強に近い。

## 平成三強が戦った主なレース
1988年（昭和63年）
- 有馬記念

オグリキャップとスーパークリークが出走。オグリキャップが1着となり、GI初制覇を飾った。スーパークリークは進路妨害のため失格。
1989年（平成元年）
- 毎日王冠

オグリキャップとイナリワンが出走。両馬がハナ差の大接戦を繰り広げオグリキャップが1着、イナリワンは2着。1989年（平成元年）の中央競馬におけるベストレースの1つとされる。
- 天皇賞（秋）

3頭が揃って出走し、スーパークリークが1着。オグリキャップは2着、イナリワンは6着。
- ジャパンカップ

3頭が揃って出走。オグリキャップは1着のホーリックスとの接戦の末に2着。スーパークリークは4着、イナリワンは11着。
- 有馬記念

3頭が揃って出走。イナリワンとスーパークリークによるハナ差の接戦の結果イナリワンが1着となり、1989年（平成元年）度のJRA賞年度代表馬選出を決定付けた。スーパークリークは2着、オグリキャップは5着。
1990年（平成2年）
- 天皇賞（春）

スーパークリークとイナリワンが出走し、スーパークリークが1着。イナリワンは2着。
- 宝塚記念

オグリキャップとイナリワンが出走しオグリキャップは2着、イナリワンは4着。スーパークリークはレース直前に体調不安を理由に出走を回避した。1着はオサイチジョージ。

## 平成三強の引退後
1991年（平成3年）から揃って種牡馬となり、特にオグリキャップは初年度産駒の第1子（後のオグリワン）の誕生時の映像がニュースに流れるなど、産駒の動向も注目を浴びた。しかし、三強のいずれも中央競馬での重賞勝ち馬を出しておらず、重賞での連対馬や地方競馬の重賞勝ち馬を数頭出すにとどまった。そして2010年にオグリキャップとスーパークリークが、2016年にはイナリワンがこの世を去った。同じ年に種牡馬デビューした年下のアメリカ馬サンデーサイレンス（1986年生まれ）の血脈の隆盛とは対照的な結果となっている。